# 3,6-dimetil-4-octino-3,6-diol
El 3,6-dimetil-4-octino-3,6-diol es un diol de fórmula molecular C10H18O2. La cadena carbonada de este diol es ramificada y contiene un triple enlace entre los carbonos 4 y 5 de la misma.

## Propiedades físicas y químicas
El 3,6-dimetil-4-octino-3,6-diol es un sólido que se presenta en forma de polvo blanquecino. Tiene su punto de fusión a 54 °C y su punto de ebullición entre 208 °C y 214 °C.
Posee una densidad ligeramente inferior a la del agua, 0,989 g/cm³.
El valor estimado del logaritmo de su coeficiente de reparto, logP ≃ 1,2 - 1,79, conlleva una solubilidad considerablemente mayor en disolventes apolares —como el 1-octanol— que en agua.
En cuanto a su reactividad, es incompatible con agentes oxidantes.

## Síntesis y usos
El 3,6-dimetil-4-octino-3,6-diol puede ser sintetizado a partir de 3-metil-1-pentin-3-ol y 2-butanona, en amoníaco líquido y en presencia de hidróxido de potasio. La mezcla inicial se agita a 1200 rpm durante 22 horas.
Otra forma de sintetizar este diol es haciendo reaccionar la citada 2-butanona con carburo de calcio y un hidróxido de metal alcalino o su equivalente; la reacción tiene lugar en un medio inerte (por ejemplo benceno).
En cuanto a sus usos, el 3,6-dimetil-4-octino-3,6-diol es un tensoactivo no iónico que formar parte de colorantes que absorben en el infrarrojo, cuyas aplicaciones incluyen sistemas de grabación óptica, pantallas de escritura térmica, fotografía infrarroja o impresión.
Concretamente puede utilizarse como surfactante en tintas con azoderivados y como agente penetrante en tintas para impresión textil.
Estas características hacen que también se haya propuesto su uso en composiciones antivaho para limpieza de ventanas.
En productos para el cuidado corporal, este diol se puede emplear como agente solubilizante o clarificante, ya que ayuda a mantener la claridad de la composición solubilizando ingredientes poco solubles.
En otro orden de cosas, el 3,6-dimetil-4-octino-3,6-diol puede formar parte de fármacos que contienen derivados de piridina y de imidazol empleados en la inhibición de la actividad de la enzima CYP17, relacionada con el cáncer de próstata.

## Precauciones
Es una sustancia tóxica si se ingiere.
Su contacto puede ocasionar irritación en ojos, piel y aparato respiratorio.